# Condado de Wabash (Indiana)
O Condado de Wabash é um dos 92 condados do estado americano de Indiana. A sede do condado é Wabash, e sua maior cidade é Wabash. O condado possui uma área de 1 091 km² (dos quais 20 km² estão cobertos por água), uma população de 34 960 habitantes, e uma densidade populacional de 33 hab/km² (segundo o censo nacional de 2000). O condado foi fundado em 1835.